# Joshua Logan Moore
 (avril 2012).
Si vous disposez d'ouvrages ou d'articles de référence ou si vous connaissez des sites web de qualité traitant du thème abordé ici, merci de compléter l'article en donnant les références utiles à sa vérifiabilité et en les liant à la section « Notes et références ».
Joshua Logan Moore est un acteur américain né à Temple (Texas) le 5 octobre 1994.

## Carrière
Il commence sur les planches très jeune et semble être doué pour le style « Stand Up Comedy », pour lequel il est primé en 2005, « plus jeune enfant comique d'Austin » (Texas).
Il s'est fait connaître du grand public par son personnage de Parker Scavo, le benjamin des fils Scavo, à partir de la saison 5 de la série télévisée américaine Desperate Housewives.